# 르누아르 (2025년 영화)
"르누아르"(일본어: ルノワール, 프랑스어: Renoir)는 2025년 개봉 예정인 성장 드라마 영화이다. 하야카와 치에가 감독과 각본을 맡았다. 제78회(2025년) 칸 영화제 황금종려상 경쟁후보작이다.